# Gåva till dig
Gåva till dig är det svenska dansbandet CC & Lees första studioalbum, släppt 25 februari 2009. Producerade gjorde Amir Aly, och albumet består främst av Abba/schlager-inspirerad dansbandspop. Båda systrarna bidrar med varsin egenskriven låt, Cecilia Furlongs popschlager "Jag ger dig allt" och Lena Ströms ballad "Hav till land", som avslutas med säckpipa .

## Låtlista
| Nr  | Titel                                            | Låtskrivare                                                         |
| --- | ------------------------------------------------ | ------------------------------------------------------------------- |
| 1.  | "Förlorad utan dig"                              | Amir Aly, Maciel Numhauser, Robin Abrahamsson                       |
| 2.  | "Himlen kan vänta"                               | Kalle Kindbom, Thomas G:sson                                        |
| 3.  | "Ingenting är större"                            | Kalle Kindbom, Mats Tärnfors                                        |
| 4.  | "Kan du se genom tårarna"                        | Persson, Kent Liljefjäll , Ulf Georgsson                            |
| 5.  | "Leende guldbruna ögon" ("Beautiful Brown Eyes") | Alton Delmore, Simon Arthur , Olle Bergman                          |
| 6.  | "Alltid inom mig" ("Always on My Mind")          | Johnny Christopher, Mark James, Wayne Carson Thompson, Dan Hylander |
| 7.  | "Gåva till mig"                                  | Calle Kindbom, Hollberg , Johansson                                 |
| 8.  | "You're the Inspiration"                         | Peter Cetera, David Foster                                          |
| 9.  | "Jag ger dig allt"                               | Cecilia Furlong                                                     |
| 10. | "Hav till land"                                  | Lena Ström                                                          |
| 11. | "Inget stoppar oss nu"                           | Lasse Holm , Ingela Forsman                                         |
| 12. | "I Will Always Love You"                         | Dolly Parton                                                        |

## Medverkande
- CC & Lee
- Amir Aly - producent

## Listplaceringar
| Lista (2009) | Topplacering |
| ------------ | ------------ |
| Sverige      | 9            |